# برج گالاتا

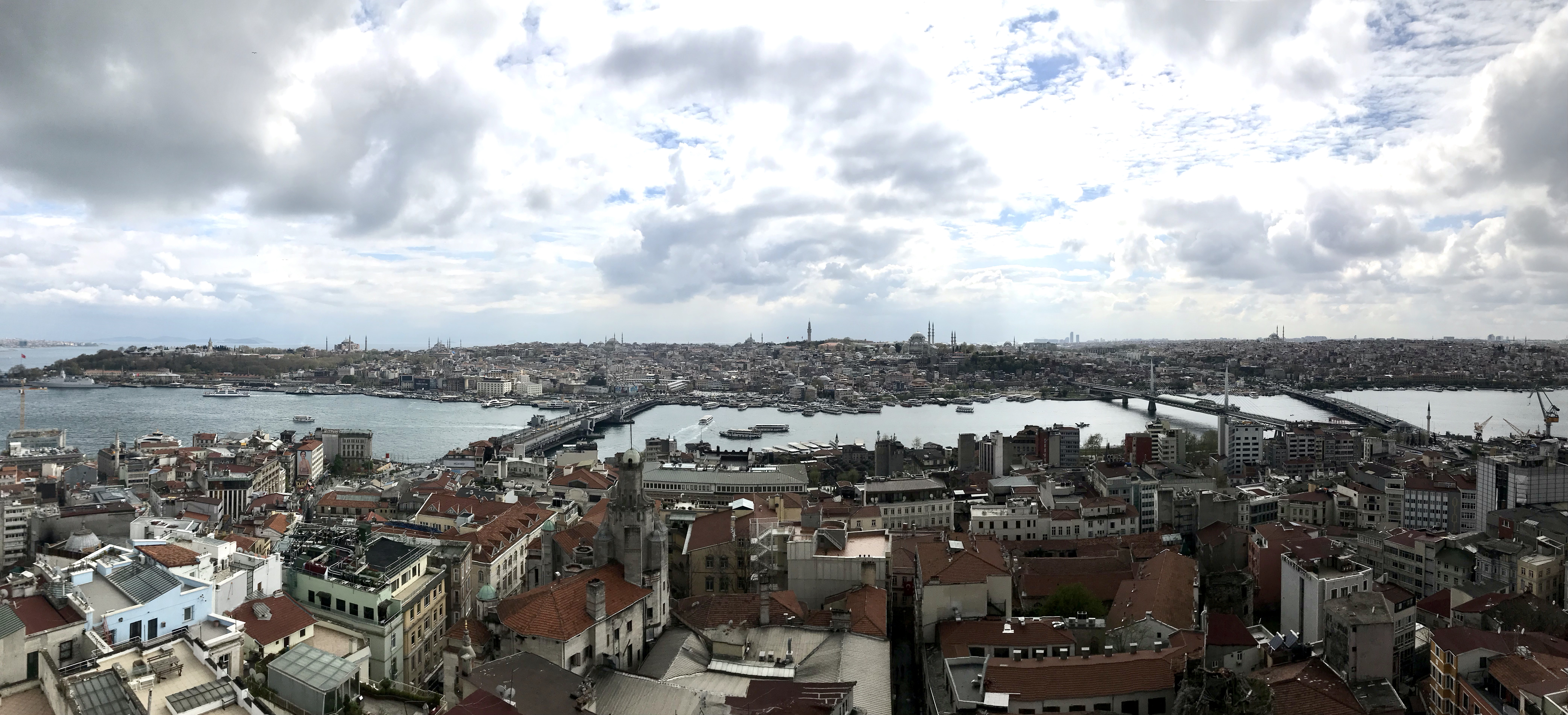
نمای پانوراما شهر استابول بر فراز برج گالاتا

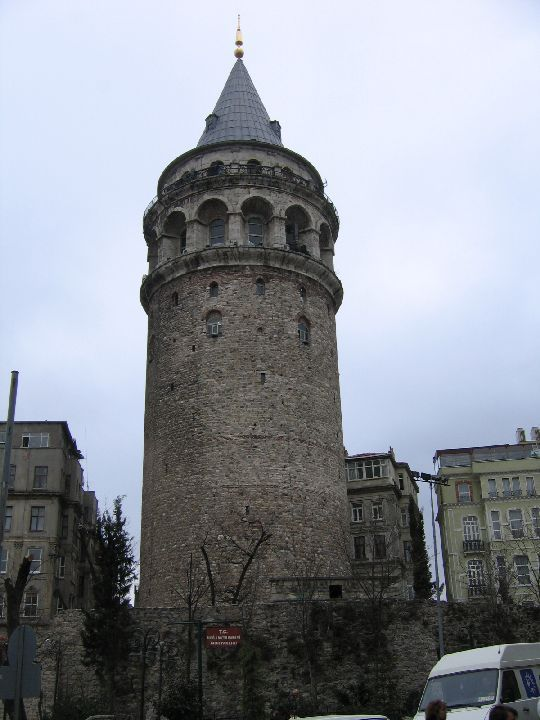
برج گالاتا

برج گالاتا (به ترکی استانبولی: Galata Kulesi) یک برج قرون وسطایی است که در منطقه گالاتا استانبول دقیقاً در قسمت شمالی شاخ طلایی قرار گرفته‌است. این برج به هدف اهداف نظامی ساخته شد و دیوارهایی به پهنای ۳٫۷۵ متر دارد.
بلندای برج ۹ طبقه گالاتا تا نوک آن ۶۶٫۹ متر بوده و از کیلومترها دورتر قابل مشاهده است. برای بازدید از این برج نیازی به رزرو کردن بلیت نیست و کافیست به آن مراجعه کنید و از آن بازدید کنید. فضای داخلی برج گالاتا مانند یک موزه سازماندهی شده‌است و طبقه آخر آن به یک رستوران ختم می‌شود. بازدید از برج ممکن است چند ساعت زمان نیاز داشته باشد.

## تاریخچه برج گالاتا
برج گالاتا در سال ۱۳۴۸ میلادی و با معماری معمول همان زمان به سبک رومانِسک ساخته شد که در ابتدا با نام برج مسیح یا (Christea Turris) خوانده می‌شد.
در طول سالهای طولانی استفاده از این برج به صورت‌های نظامی، مدنی، فرهنگی (برج اذان) و در آخر به عنوان یک هدف گردشگری ادامه داشته‌است اما در طول این زمان طولانی حوادثی از جمله آتش‌سوزی و زلزله برای این برج مخرب بوده‌است که باعث بازسازی‌های متعددی در آن شده‌است. آخرین بازسازی مهم برج به سال‌های ۱۹۶۵ تا ۱۹۶۷ بازمی‌گردد که توسط دولت انجام شد. در این بازسازی علاوه بر سقف، تعویض فضای چوبی داخلی با سازه بتنی در دستور کار قرار گرفت و انجام شد و پس از این بازسازی برج به عنوان یک جاذبه برای عموم مردم بازگشایی شد و سالانه میزبان تعداد زیادی گردشگر داخلی و خارجی است.